# E70 (międzynarodowa droga wodna)

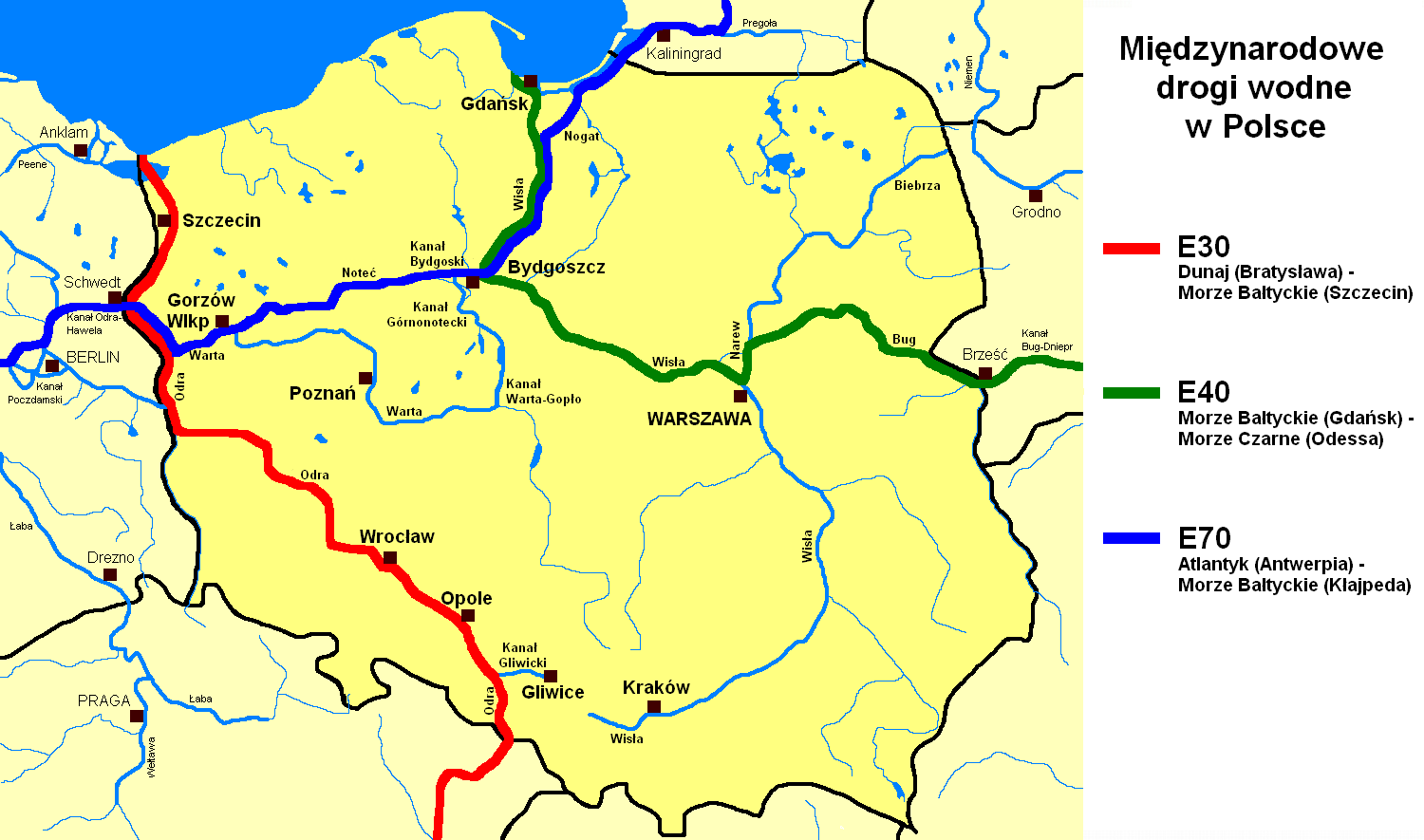
E70 na mapie międzynarodowych dróg wodnych w Polsce

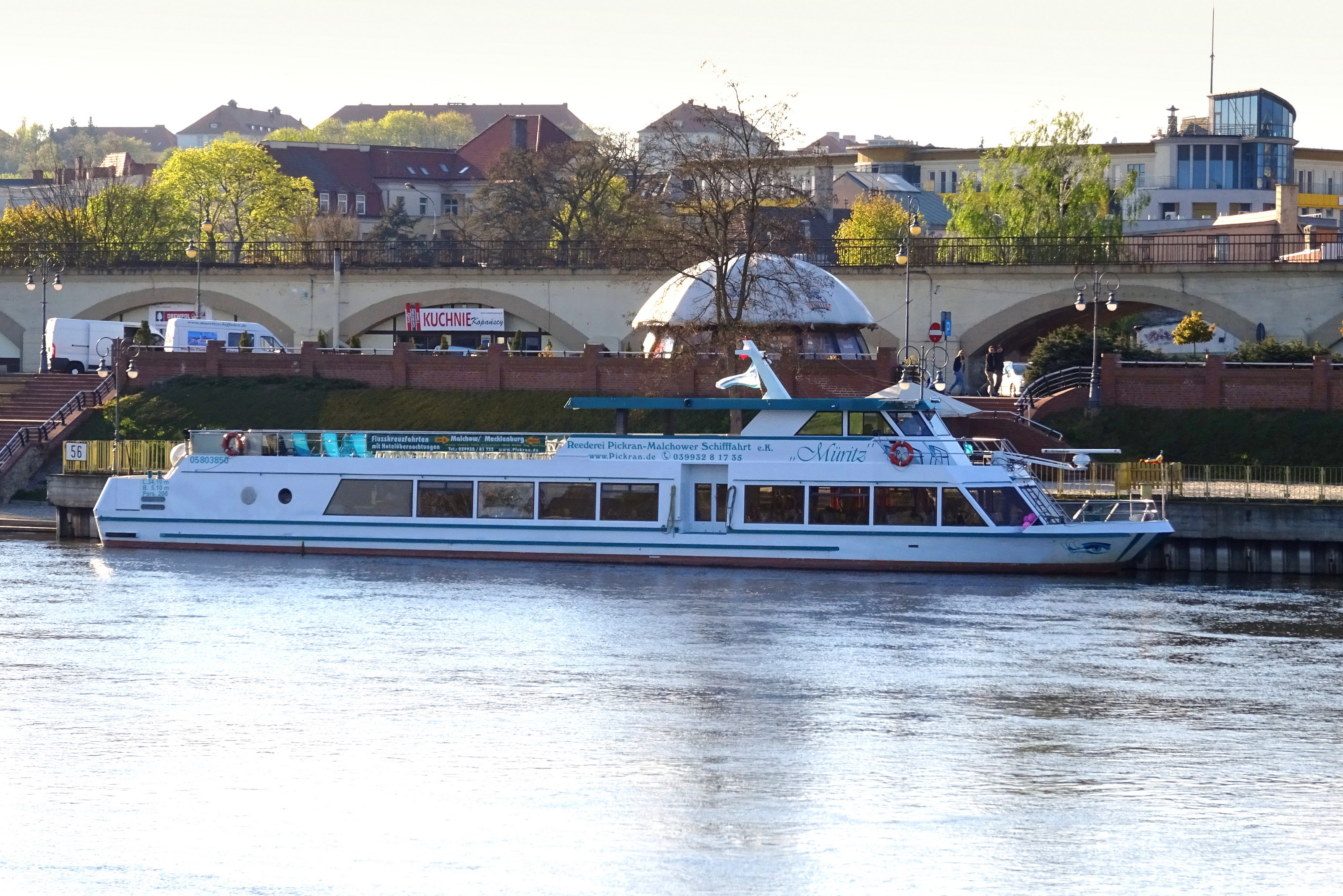
Warta w Gorzowie Wlkp. Statek Weiße Flotte MS Müritz z Meklemburgii

Międzynarodowa droga wodna E70 – śródlądowa droga wodna łączy Antwerpię (Belgia, wybrzeże Morza Północnego) z Kłajpedą (Litwa, wybrzeże Bałtyku), będąc jednym z europejskich szlaków komunikacyjnych wschód-zachód.
W Polsce droga E70 przebiega od śluzy Hohensaaten Ost przez Odrę do Kostrzyna, gdzie następuje połączenie z drogą wodną Odra-Wisła. Szlak prowadzi Wartą, Notecią, Kanałem Bydgoskim i Brdą, aż do styku z Wisłą w Bydgoskim Węźle Wodnym. Następnie szlak biegnie Wisłą, Nogatem i Zalewem Wiślanym do granicy z Rosją.